# 河合由美子
河合 由美子（かわい ゆみこ、女性、1968年11月26日 - ）は、大阪府羽曳野市出身の日本の映画監督。

## 経歴・人物
父親からの虐待、中学時代には男子からコンパスで刺されるほどの強烈ないじめを受ける。摂食障害、アルコール中毒、薬物中毒になり、20代から30代にかけての約10年間風呂にも入らず、パソコン相手に引きこもる。体重が100kg近くなった2001年に、大量服薬で自殺を図る。精神病院の保護室に強制入院の後に外出できるようになり、映画を手当たり次第に観るようになる。
2003年に映画監督の原一男と出会い、『私をみつめて』（2005年）に出演。渡辺文樹監督『ノモンハン』（2008年）進行、『金正日』（2011年）出演。若松孝二監督『11・25自決の日 三島由紀夫と若者たち』（2012年）助監督。『わたしの釜ヶ崎 日本最大のスラムドヤ街をゆく』（2012年）監督。
大阪市西成区の釜ヶ崎に住む男性と知り合ったことで2004年から釜ヶ崎で暮らし、カメラを回すようになった。現在も釜ヶ崎で生活している。

## 作品

### 映画
- 私をみつめて（2005年） - 出演 ※東京・大阪・ニューヨーク劇場公開
- ノモンハン（2008年） - 進行
- 金正日（2011年） - 出演
- 11・25自決の日 三島由紀夫と若者たち（2012年） - 助監督
- わたしの釜ヶ崎 日本最大のスラムドヤ街をゆく（2012年） - 監督・撮影・出演 ※東京・大阪劇場公開